# Апеловац
Апеловац је градско насеље Ниша. Налази се у градској општини Палилула.

## Назив
Назив је добило по Јовану Апелу који је у насељу отворио прву пивару у јужној Србији.
У насељу и једна улица носи име "Апеловац".

## Историја
Након ослобођења Ниша од Турака Јован Апел је у насељу саградио парну пивару 1884. године. Пивара је пословала под именом „Пивара Јована Апела и синова“. Уз њу је отворио и велику пивницу. Пивара је производила 20 хектолитара пива дневно.
До насеља се може доћи градским линијама :
- Линија 8 Ново Гробље - Паси Пољана - Габровачка Река
- Линија 8С Паси Пољана - Габровачка Река
- Линија 34А Аеродром - Аутобуска Станица - Железничка Станица - Књажевачка - Аеродром
- Линија 34Б Аеродром - Књажевачка - Железничка Станица - Аутобуска Станица - Аеродром

До насеља се може доћи и приградским линијама :
- Линија 22 ПАС Ниш - Габровац - Бербатово - Вукманово
- Линија 23 ПАС Ниш - Габровац - Бербатово
- Линија 23К ПАС Ниш - Габровац - Вукманово - Бербатово - Габровац - ПАС Ниш
- Линија 23Л ПАС Ниш - Габровац